# Vattenpalatset, Eskilstuna

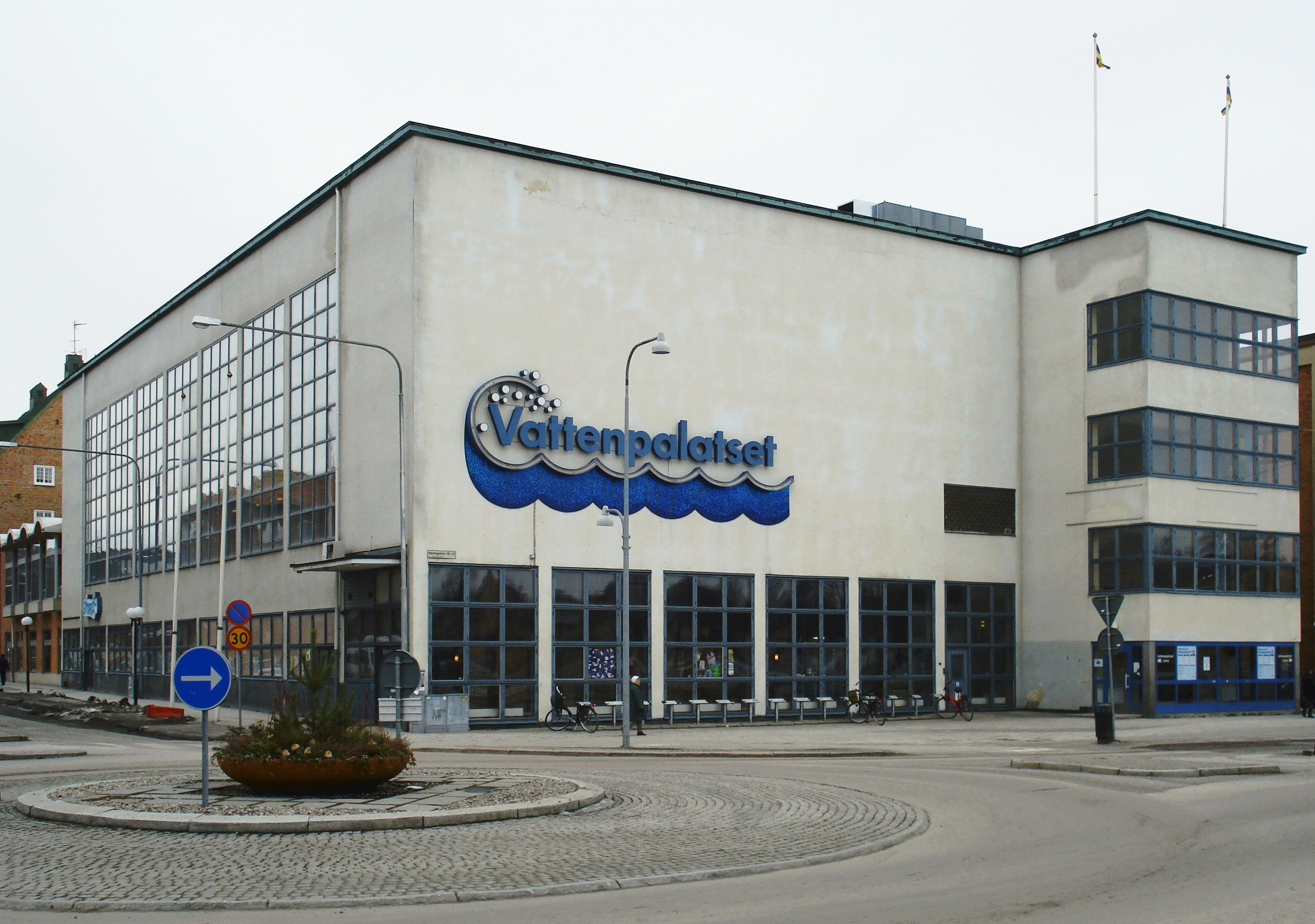
Vattenpalatset i Eskilstuna, mars 2010.

Vattenpalatset (ursprungligen Eskilstuna stads badhus) var ett badhus med både simhall och äventyrsbad beläget i centrala Eskilstuna vid korsningen Drottninggatan/Hamngatan. Hallen byggdes mellan 1930 och 1933 efter ritningar av arkitekt Paul Hedqvist och blev en skapelse i stram funktionalism med kvadraten som grundtema. Vid invigningen den 22 januari 1933 var det Sveriges största varmbadhus. Hedqvists byggnad väckte både nationell och internationell uppmärksamhet och är idag kulturminnesmärkt. 
1985 byggdes badhuset om och ut, det fick som första badhus i landet ett äventyrsbad med vågmaskin. Man hade också en reklamslogan som löd: Varför åka till Mallorca när man kan bada på Vattenpalatset. Friskvårdskedjan Actic hade en träningsanläggning belägen i simhallen och gymnastikföreningen "Gympozz" hade sina lokaler under äventyrsbadet. Badhuset var hemmahall för bland andra Eskilstuna Simklubb. Den 13 maj 2016 stängdes Vattenpalatset efter 83 år, varav 31 år med äventyrsbadet, och ersattes av det nya Munktellbadet som öppnade två veckor senare.
2017 påbörjades ombyggnaden till campus för Mälardalens Högskola. Den senare tillbyggda delen revs eftersom den inte var kulturminnesmärkt och på den platsen uppfördes en ny byggnad som sedan byggdes ihop med den ursprungliga. 2020 stod det nya campuset klart.

## Historik
Frågan om ett badhus i Eskilstuna hade undersökts sedan 1917. Den sista i raden av kommittéer lämnade sitt förslag i februari 1929 och 1930 utlyste staden en inbjuden arkitekttävling. Tävlingsprogrammet omfattade bland annat en simhall med bassäng med måtten 33x12 meter och plats för 500 åskådare. Dessutom ingick ett hopptorn med sju meters höjd, bastubad, karbad, avdelning för medicinska bad, solbad samt en gymnastik- och tennishall med plats för 300-400 åskådare. Gymnastik- och tennishallen kom dock av kostnadsskäl inte till utförande.

## Byggnad och arkitektur

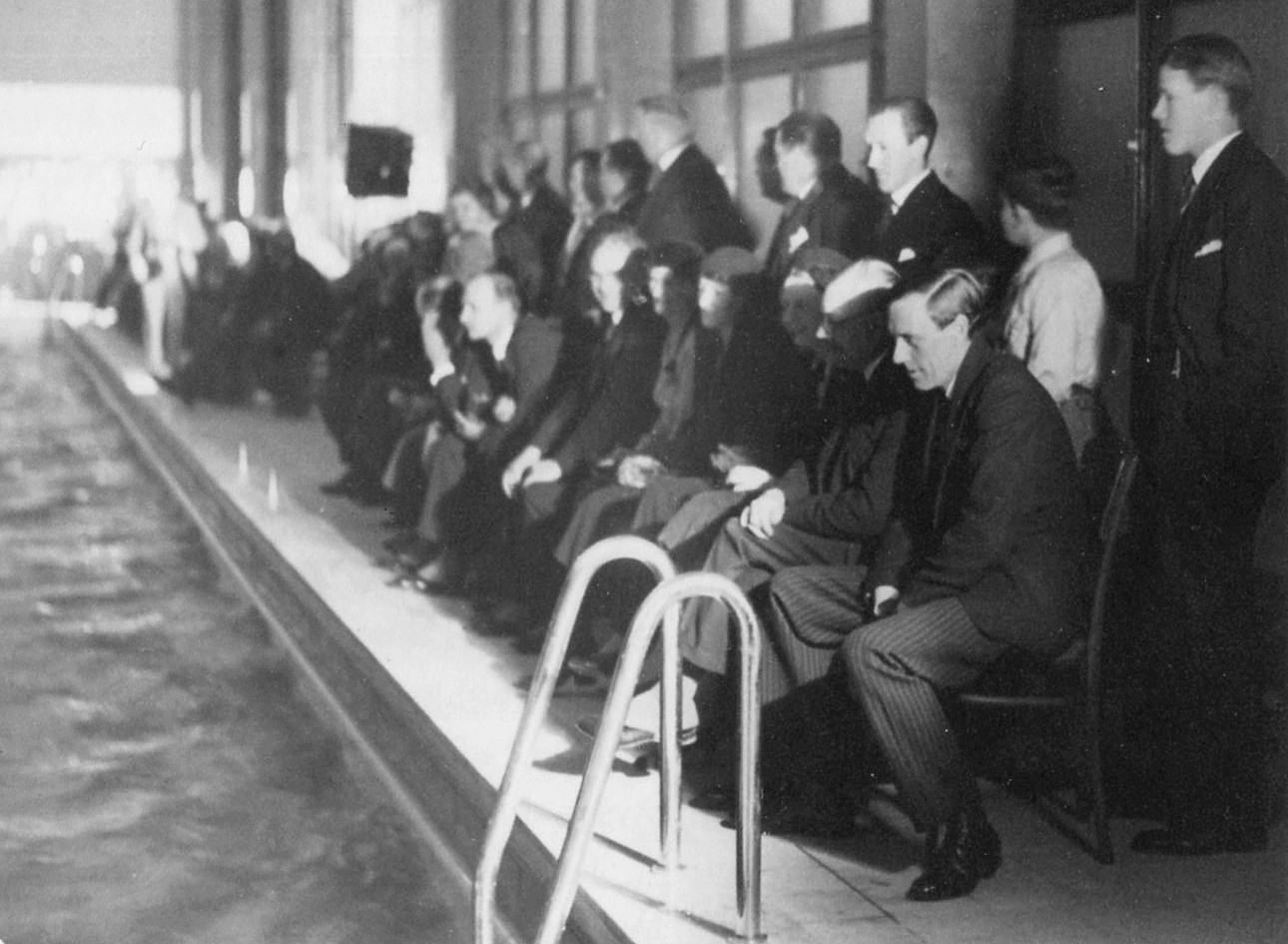
Från invigningen 1933, Hedqvist längst fram.

Första pris gick till Paul Hedqvist, hans förslag med mottot ”Gå och bada” var en skapelse i stram funktionalism med kvadraten som grundtema. Prisnämnden gillade Hedqvists förslag på grund av dess ”välstuderade planer”, byggnadens ”för ändamålet karakteristiska fasader” och att byggnaden skulle tillföra stadsbilden ”ett nytt intresse”.
Tävlingsförslaget bearbetades några gånger men det arkitektoniska grundkonceptet, blocket som volym och kvadraten som proportion, bibehölls. De stora fönsterytorna är uppdelade i kvadrater. Typiskt för badhuset i Eskilstuna är bassängrummets sju våningshöga fönster som utformades som en stående dubbelkvadrat. Mot det står fasadernas stora, rena putsytor i ljus kulör. Det arkitektoniska släktskapet med Hedqvists Lovö vattenverk från 1933 är tydligt.
Byggnaden konstruerades av Kreugers ingenjörsfirma med pelare och balkar av kringgjutna stålpelare. Taket bärs upp av åtta fackverksbalkar med en maxhöjd av 2,75 meter och en spännvidd av 23 meter. Ytterväggarna och några innerväggar murades i lättegel. Omklädningshyttorna utfördes i glaserat skärmväggstegel, även här går kvadraten som proportion igen. Golven belades med keramiska plattor (Mettlacher Platten) från Villeroy & Boch. I februari 1932 firades taklagsfest och den 22 januari 1933 invigdes anläggningen, som då var Sveriges största badhus. Hedqvists byggnad väckte både nationell och internationell uppmärksamhet. Men allmänheten och arkitektkollegan Ragnar Östberg var kritiska till den avskalade funkisarkitekturen.

## Flytt till Munktellstaden
Efter många års trogen tjänst började Vattenpalatset att bli både slitet och omodernt, dessutom var det för litet för att kunna tillgodose samtidens krav på tillgänglighet och funktionalitet. Att rusta upp, modernisera och bygga ut ansågs vara dyrare än att istället bygga ett helt nytt badhus.
Det nya badhuset ligger snettemot Munktellarenan som är en multiidrottsanläggning och har döpts till Munktellbadet. Invigningen ägde rum den 28 maj 2016.

## Historiska bilder

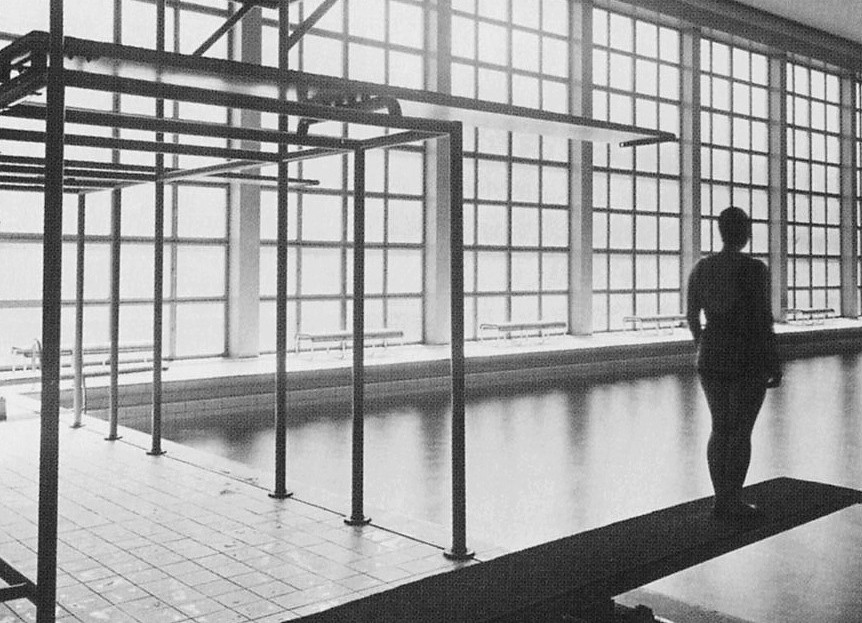
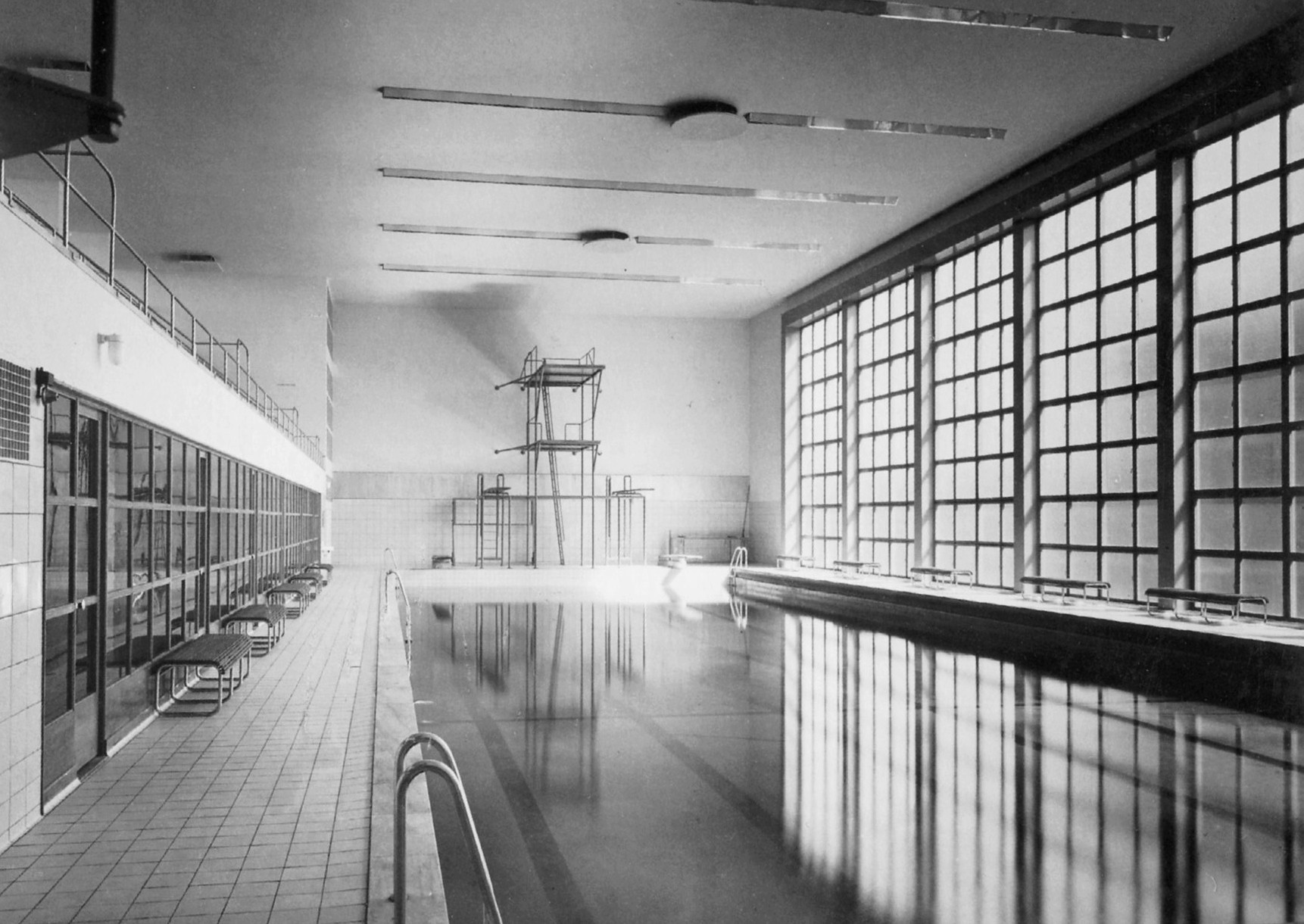
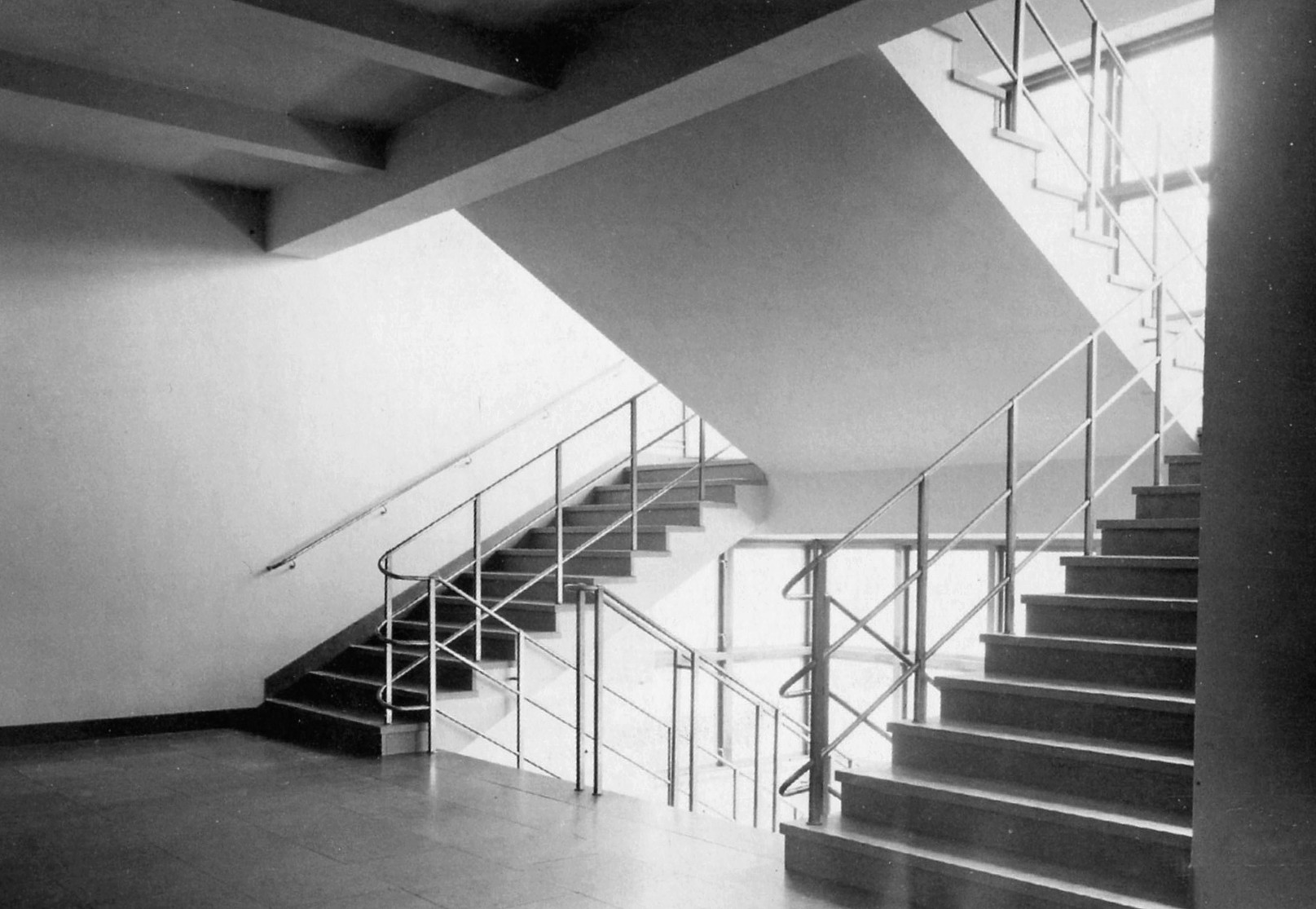
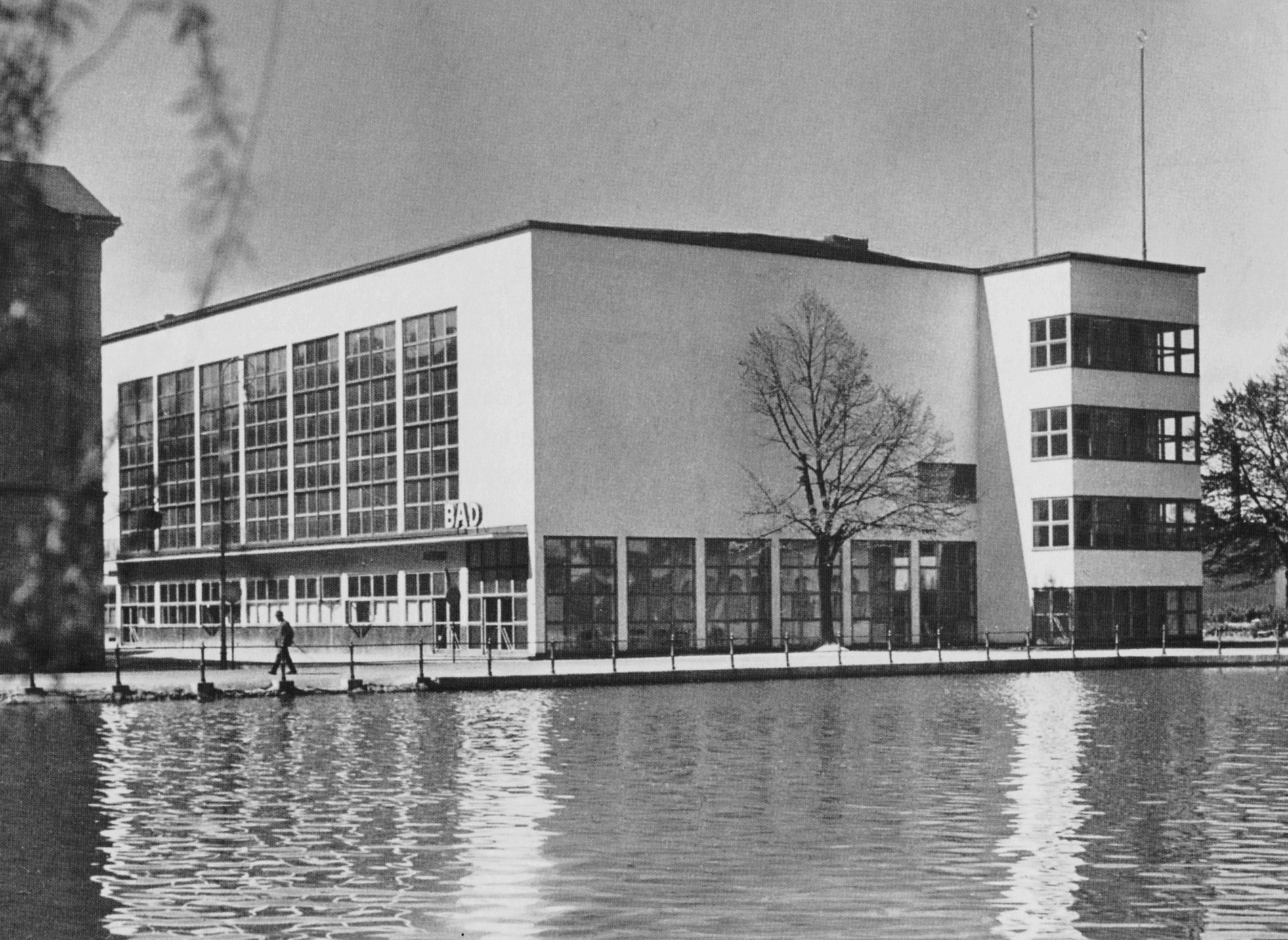